# Seydou Badian Kouyaté
Seydou Badian Kouyaté, heute offiziell Seydou Badian Noumboïna (* 1928 in Bamako; † 28. Dezember 2018) war ein malischer Schriftsteller und Politiker.

## Werdegang
Badian Kouyaté studierte an der französischen Universität Montpellier Medizin und schrieb seine Doktorarbeit zum Thema Afrikanische Heilmethoden für Gelbfieber. Im Jahre 1956 kehrte er nach Mali zurück und wurde zu einem Bezirksarzt ernannt. Bereits ein Jahr später und drei Jahre vor der Unabhängigkeit seines Heimatlandes veröffentlichte er seinen ersten Roman unter dem Titel Sous l’orage.
Da er dem Präsidenten Modibo Keïta nahestand, schrieb er den Text zur malischen Nationalhymne Pour l’Afrique et pour toi, Mali. Nach der Unabhängigkeit des Landes wurde er Landwirtschafts- und Planungsminister. Nach der Regierungsumbildung vom 17. September 1962 bekleidete er das Amt des Entwicklungsministers. Er war der Meinung, dass eine Einheitspartei der einzige Weg zur Staatenbildung im postkolonialen Afrika sei. Im Jahre 1965 veröffentlichte er Les dirigeants face à leurs peuples.
Nach dem Staatsstreich von Moussa Traoré im Jahre 1968 wurde er zunächst nach Kidal deportiert, später flüchtete er nach Dakar im benachbarten Senegal. Es erschienen von ihm die beiden Romane Le Sang des masques (1976) und Noces sacrées (1977).
Im Jahr 1997 kandidierte er bei den Präsidentschaftswahlen, zog jedoch wie zahlreiche andere Kandidaten der Opposition gegen Amtsinhaber Alpha Oumar Konaré aus Protest gegen die schlechte Organisation der Wahlen seine Kandidatur wieder zurück. Obwohl er Mitglied der ersten Stunde bei der Sudanesischen Union US-RDA war, wurde er 1998 aus der Partei ausgeschlossen, weil er sich einem Teil ihrer Führung widersetzte, die für die Nichtanerkennung der Institutionen nach der Anfechtung der Wahlen eintrat.
Im Oktober 2007 veröffentlichte Badian Kouyaté seinen Roman La Saison des pièges. Im Jahr 2009 änderte Seydou Badian Kouyaté seinen Namen und hieß seither offiziell Seydou Badian Noumboïna, nach einem Dorf im Kreis Macina.

## Werke
- Sous l’orage (Kany), les Presses universelles (1957)
- La mort de Chaka, Présence africaine (1962)
- Les Dirigeants africains face à leurs peuples, Grand Prix littéraire de l’Afrique noire (1965)
- Le Sang des masques (1976)
- Noces sacrées (1977)
- La Saison des pièges, Nouvelles Éditions ivoiriennes und Présence africaine (2007)